# Campo di Trens
Campo di Trens (tiếng Đức: Freienfeld; Archaic (827 CN): Torrentes, Trentas, Trents, hoặc Trentes; tiếng Latin: Torrens) là một đô thị ở tỉnh ] Bolzano-Bozen trong vùng Trentino-Alto Adige/Südtirol của Ý, có vị trí cách khoảng 100 km về phía đông bắc của thành phố Trento và khoảng 45 km về phía bắc của thành phố Bolzano (Bozen). Tại thời điểm ngày 31 tháng 12 năm 2004, đô thị này có dân số 2.565 người và diện tích là 95,3 km².
Đô thị Freienfeld có các frazioni (các đơn vị cấp dưới, chủ yếu là các làng) Valgenauna, Flanes, Castelpietra, Rizzolo, Fuldres, Novale Basso, Dosso, Pruno, Mules, Stilves, và Trens.
Freienfeld giáp các đô thị: Franzensfeste (Fortezza), Ratschings (Racines), Mühlbach (Rio di Pusteria), Sarntal (Sarentino), Pfitsch (Val di Vizze), và Sterzing (Vipiteno).